# 운산광산
운산광산(雲山鑛山)은 조선민주주의인민공화국 평안북도 운산군 북진로동자구에 소재하고 있는 금·은을 생산하는 광산이다.

## 광산연혁
운산광산은 오래전부터 알려져 왔으나 본격적으로 개발되기 시작한 것은 구한말의 일이다. 1884년 미국 공사관의 조지 C. 포크(George C. Foulk)와 스미소니언 박물관의 J.B. 버나도우(J.B.Bernadou)가 전국 각지의 유망 금광상을 탐사하여 운산금광에 대한 보고서를 내기 시작한 것이 근대적인 개발의 시발점이다. 이후 호러스 뉴턴 알렌의 주선으로 조선 정부는 미국 실업가 J.R. 모스(J.R.Morse)에게 1895년 운산금광 채굴특허를 주었다. 그러나 모스가 자본 부족으로 개발에 소극적 태도를 보이자 알렌은 레이 S. J. 헌트를 끌어들여 운산금광 개발권을 인수하도록 하고 헌트는 1897년 동양광업개발주식회사(東洋鑛業開發株式會社, Oriental Consolidated Mining Company)를 설립하였다. 이후 동양광업개발주식회사는 40여년간 900만톤의 광석을 채굴해 5600만 달러의 금을 생산하였고 1500만 달러의 순이익을 올렸다. 이후 일미관계가 악화되면서 1939년 대유동금광을 운영하던 일본광업주식회사에 800만 달러 가격으로 인수되었다. 전후 1958년에는 처리능력 4만~9만톤의 선광조업이 시작되였으며 1986년에는 조총련 계열 상공인들이 투자를 하기도 하였으며 1995년에는 미국 모빌사와 모리슨 앤드커누슨 사가 탐사하기도 하였다. 2004년에는 중국 자오진 그룹이 공동개발을 추진하기도 하였다.

운산광산과 대한제국 이야기
1887년 고종은 청나라의 간섭에서 벗어나기 위한 방안을 물었고, 알렌은 평안도 운산금광을 미국 기업에 넘기는 것을 제안했다. 이미 금광 탐사가 완료된 상태에서, 알렌은 이후 참찬으로 임명되어 조선의 광산 정보를 수집하고 미국인 조사단의 방문을 주도했다. 1895년, 알렌은 운산금광 채굴 권한을 얻었고, 이를 미국 자본가들에게 양도했다. 1897년, 헌트는 동양광업개발주식회사를 설립하고 운산금광 채굴을 시작했으며, 미국은 이를 통해 상당한 경제적 이익을 얻었다. 미국은 정치적 개입을 피하고 경제적 이익을 우선시했으며, 이는 한반도 내에서의 정치적 불균형을 초래했다. 왕비는 미국의 이익을 보호하고, 알렌은 왕비를 통해 고종을 보호하는 데 기여했다. 미국의 금본위제도 도입에는 대한제국에서 가져온 금이 중요한 역할을 했으며, 이 과정에서 미국은 막대한 이익을 얻었지만, 대한제국은 경제적 손실을 입었다.

## 지질배경
광상지역에는 시생대 랑림층군과 련화산암군의 화강암류, 그리고 이들을 관입한 중생대의 관입암류들이 널려있다.

### 운산광산 근방의 랑림층군
운산군 일대에 널려있는 랑림층군은 향산층과 송원층이다.
향산층은 청천강단열대주변인 운산군 조산리와 운봉리 일대에 작은 잔류물로 련화산암군의 거립반상변정화강암 안에 널려있다.아래층은 각섬편암, 흑운모각섬석편마암 등으로 되여있으며 전반적으로 심하게 교대되여 혼성암화되였다. 웃층은 주로 흑운모편마암, 편마상규암, 약간의 휘석질복합암으로 되여있으며 아래층과의 사이에 교대화강암류가 넓게 관입하고 있다. 향산층은 지질구조적으로 랑림륙괴의 북쪽변두리에 놓여있다. 그리고 변성된 염기성분출암이 위주가 되고 퇴적암이 약간 끼여있다.
송원층은 송원군(운산군 북진로동자구의 북쪽 근방에 위치), 희천시, 전천군 일대에 비교적 넓게 드러나있는데 북동방향으로 잇달리고 북서로 비탈져있다. 복잡한 습곡구조를 가진다. 구조적으로 보면 매화산향사의 북서쪽날개와 남동쪽날개에 드러나있다. 흑운모편마암, 근청석질편마암, 각섬암, 대리암, 이들을 바탕으로 한 혼성암 등으로 되여있다. 송원층은 분출퇴적암족과 육원성탄산염-점토질퇴적암족이다.

### 운산광산 근방의 련화산암군 화강암류
운산광산 근방의 련화산암군 화강암류는 제2부류 화강암류로 랑림륙괴의 서에서 동으로 가면서 여러 암체들로 드러나며 낭림층군의 편마암류와 안구상편마암대를 거쳐 점차 넘어가는 관계를 가지기도 하다. 암석학적으로 거정질반상변정흑운모화강암, 반상변정우백화강암, 편마상화강암 등으로 되여있으며 이들 화강암 안에 들어있는 낭림층군 암석들의 교대잔류물들의 편마상석리와 조암광물의 배열방향은 정합적인데 낭림육괴의 구조방향과 일치한다. 운산광산에 해당되는 암체는 묘향산암체로 심용성교대화강암류에 해당되며 제1부류 화강암 분포구역 내에 들어있다. 이 관입암체는 둘러싸고 있는 제1부류 화강암들과 점차적으로 넘어가는 관계를 가진다.

## 광상특성
광상지역에는 북동계열과 북서계열 및 남북계열 단열구조들이 발달되는데 금광체들은 북서계열구조에 들어있다.
광상구역에는 여러개의 병행맥으로 된 광체들이 수많이 분포되여있는데 그 가운데서 큰 것은 10여개 이상이다. 광체는 줄기모양, 렌즈상을 이루는데 함광구조대 안에서 200 ~ 250 m 의 주기를 가지고 띠염띠염 잇달린다. 부광체는 암쇄대와 흑연대 안에서 여러개의 병행렌즈상의 유화물-석영농집부를 이룬다.부광체안에서 함금유화물은 덩이모양으로 나타난다. 부광체의 길이는 수십 m 이고 맥폭은 큰 경우 수 미터이다. 
광체는 내부구성과 석리특징 및 광화작용특성에 의해 제1, 제2, 제3형으로 나누어지는데 제1형은 덩이모양의 함금석영광석, 제2형은 압쇄된 배태암과 흑연에 생긴 세맥광염광석, 제3형은 분말상 광석이다. 이 셋 중에서 제1형이 가장 큰 의의를 가진다.
광상은 열수금광상이며 광물형성단계는 무광석영맥단계, 함금유화물단계(황철광아단계, 다금속아단계), 옥수질석영-방해석단계로 나눈다. 금은 함금유화물단계에 주로 정출되였는데 그중에서도 다금속유화물아단계에 많이 정출되였다. 이 때 정출된 금은 자연금과 유화물 안에 존재하는데 황철광, 섬아연광, 방연광에 많이 들어있다. 광석광물중 가장 많은 것은 황철광, 유비철광, 섬아연광, 방연광, 자류철광, 황동광이다. 자연금은 현미경으로 볼 수 있는 수준으로 매우 드물게 나타난다. 큰 것은 1 mm의 자연금으로 나기도 한다.
광상에서 배태암은 규화작용, 녹니석화작용, 견운모화작용을 심하게 받았는데 그 중 녹니석화작용과 견운모화작용을 받은 부분에 금광체가 나온다.
1977년부터 사곡광체를 대상으로 금광석을 캐고 있는데 1982년 1월 1일 현재 사곡광체의 잔존매장량은 함유량으로 금 877 kg(품위 5.06 g/t), 은 4280 kg(품위 25 g/t)이다.